# خسارت و زیان (تغییرات اقلیمی)
از زمان تصویب این اصطلاح و مفهوم توسط کنوانسیون تغییر اقلیم سازمان ملل متحد، واکنش مناسب دولت‌ها به خسارات و آسیب‌ها مورد اختلاف بوده است. تعیین مسئولیت و جبران خسارت و زیان، هدف دیرینه کشورهای آسیب‌پذیر و در حال توسعه در مذاکرات اتحادیه کشورهای جزیره‌ای کوچک (AOSIS) و گروه کشورهای کمتر توسعه‌یافته بوده است. با این حال، کشورهای توسعه‌یافته در برابر این امر مقاومت کرده‌اند. سازوکار فعلی کنوانسیون سازمان ملل متحد در مورد تغییرات اقلیمی (UNFCCC) برای رسیدگی به خسارات و آسیب‌ها، یعنی «سازوکار بین‌المللی ورشو برای خسارات و آسیب‌ها»، به جای مسئولیت یا جبران خسارت، بر تحقیق و گفتگو تمرکز دارد.در کنفرانس تغییرات اقلیمی سازمان ملل متحد (COP 27) که در سال ۲۰۲۲ برگزار شد، پس از سال‌ها گفت‌وگو و مذاکره، کشورها بر سر پیشنهاد ایجاد یک *صندوق چندجانبهٔ «خسارت و زیان» * به توافق رسیدند. هدف این صندوق، حمایت از جوامعی است که در برابر آثار مخرب تغییرات اقلیمی آسیب‌پذیر هستند، به‌ویژه در مواردی که اقدامات تطبیقی (adaptation) یا کافی نیستند یا با تأخیر انجام می‌شوند.
این صندوق نقش مهمی در پر کردن شکاف بین اقدامات پیشگیرانه و نیازهای واقعی قربانیان فجایع اقلیمی خواهد داشت—از تأثیرات ناگهانی مانند طوفان‌ها و سیلاب‌ها گرفته تا فرایندهای کند اما مخرب مانند افزایش سطح آب دریاها یا بیابان‌زایی تدریجی.

## تعریف
با وجود افزایش گفت‌وگوها و توجه جهانی نسبت به موضوع «خسارات و زیان‌های اقلیمی»، همچنان اشاره می‌شود که تعریف واحدی از اصطلاح *Loss and Damage* یا *خسارت و زیان* وجود ندارد (L&D).
در واقع، سازمان ملل متحد میان دو کاربرد این اصطلاح تمایز قائل می‌شود:
از یک‌سو، *Loss and Damage* با حروف بزرگ به فرایند گفت‌وگوهای سیاسی تحت چارچوب مذاکرات کنوانسیون تغییر اقلیم سازمان ملل متحد (UNFCCC) اطلاق می‌شود.
و از سوی دیگر، *losses and damages* با حروف کوچک، به آسیب‌ها و زیان‌هایی اشاره دارد که در تحقیقات علمی ثبت شده یا به صورت تجربی مشاهده شده‌اند—از جمله آثار ملموس تغییر اقلیم مانند طغیان‌ها، خشکسالی‌ها یا نابودی زیرساخت‌ها.
این تمایز، تفاوت میان مفهوم حقوقی-سیاسی این اصطلاح و واقعیت‌های اقلیمی بر روی زمین را روشن می‌کند، و تأکیدی است بر پیچیدگی گفتگوها دربارهٔ مسئولیت‌پذیری، عدالت اقلیمی، و جبران خسارات.
عبارت دقیق گزارش ششم ارزیابی IPCC چنین است:
«پژوهش‌ها اصطلاح *Loss and Damage* (با حروف بزرگ) را به معنای *گفت‌وگوهای سیاسی در چارچوب کنوانسیون چارچوب سازمان ملل در مورد تغییر اقلیم (UNFCCC)* در نظر گرفته‌اند—به‌ویژه پس از ایجاد سازوکار ورشو برای خسارت و زیان در سال ۲۰۱۳، که هدف آن *رسیدگی به خسارت‌ها و زیان‌های ناشی از تأثیرات تغییر اقلیم، از جمله رویدادهای شدید و فرایندهای کند آغاز در کشورهایی است که به‌طور ویژه در برابر اثرات نامطلوب تغییر اقلیم آسیب‌پذیرند*.»
در ادامه آمده است:
«استفاده از حروف کوچک برای واژه‌های *losses and damages*، به‌طور عام به آسیب‌هایی اشاره دارد که ناشی از تأثیرات مشاهده‌شده یا خطرات پیش‌بینی‌شده تغییر اقلیم هستند، و این آسیب‌ها ممکن است *اقتصادی یا غیراقتصادی* باشند»